# Jules Depaquit
Pour les articles homonymes, voir Depaquit.
Jules Depaquit, né le 14 novembre 1869 à Sedan et mort le 11 juillet 1924 à Balan, est un illustrateur français.

## Enfance sedanaise
Jules Depaquit est le fils d'une des personnalités qui comptent à Sedan, Édouard Depaquit, un ingénieur des pont et chaussées qui a mené brillamment un projet d'extension, de transformation et de réurbanisation de la ville ardennaise. Une ville meurtrie par la guerre franco-allemande de 1870 mais paradoxalement à l'apogée de son développement économique. Élève au collège Turenne de Sedan, il y rencontre son cadet Georges Delaw. Les adolescents, tous deux doués pour les croquis, deviennent des amis.

## Montmartre
Il débute comme dessinateur en 1893. Il présente jusqu'à la caricature tous les traits de l'artiste montmartrois de 1900, fastueux et criblé de dettes, grandiloquent et amateur de canulars. Venu très jeune à Montmartre, il est accueilli par Rodolphe Salis au cabaret du Chat noir et demeure tout d'abord à l’hôtel du Poirier avec son compatriote et ami Georges Delaw.  À l’hôtel du Tertre, au-dessus du restaurant Bouscarat, il est le voisin d’Erik Satie et de son ami Pierre Mac Orlan. Il s’installe ensuite au 30, rue Saint-Vincent, derrière le Lapin Agile, et devient locataire d'Aristide Bruant, puis il prend pension chez la Belle Gabrielle, café tenu par Marie Vizier, en même temps que Maurice Utrillo et Georges Tiret-Bognet. Son nom  est mentionné sur le tableau d'Utrillo La Maison Bernot (1924) conservé à Paris au musée de l'Orangerie ; on peut y lire : « Commune Libre de Montmartre, Jules Depaquit, maire-dictateur ».

## Illustrateur

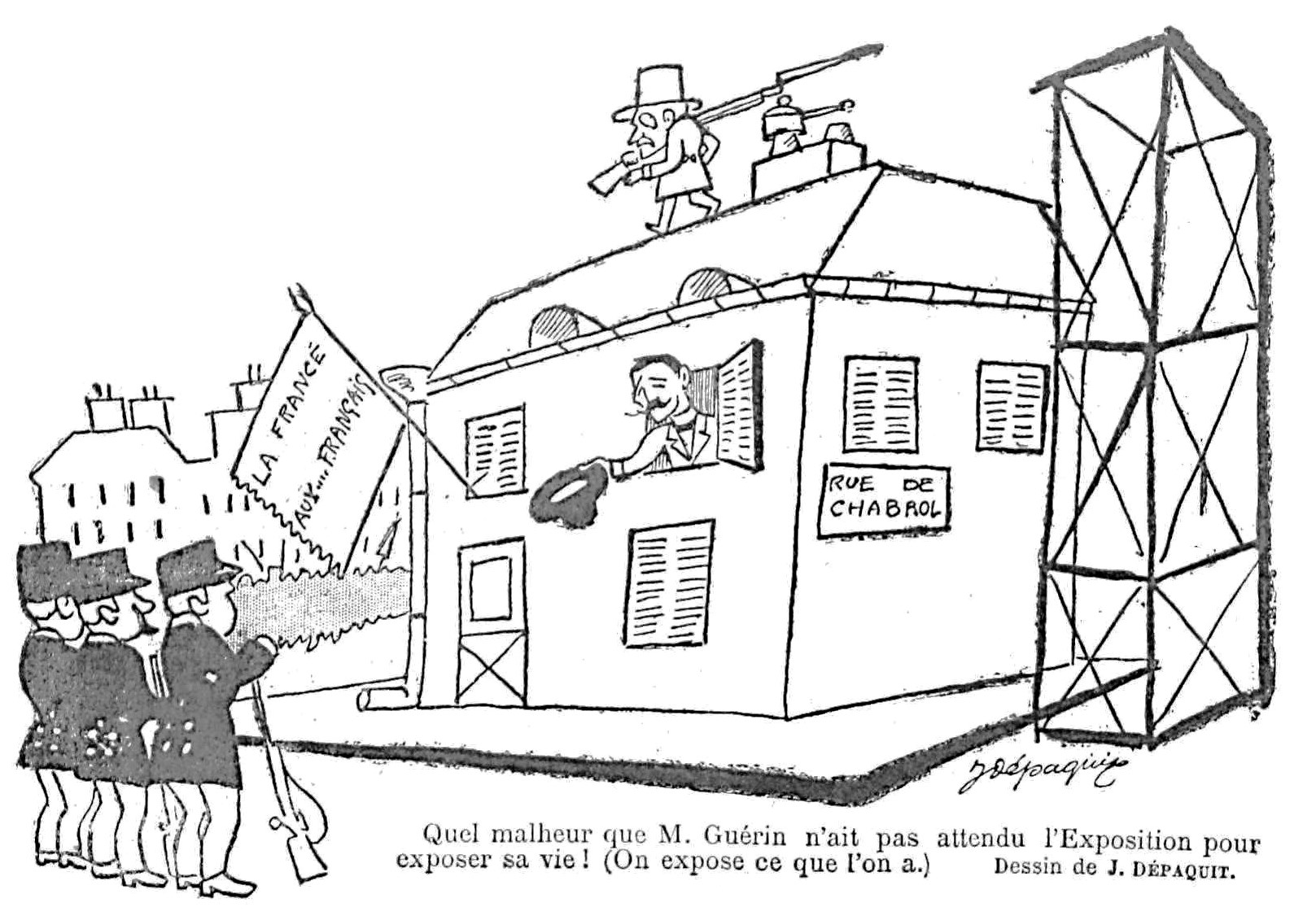
Fort Chabrol vu par Depaquit (Le Rire, du 9 septembre 1899).

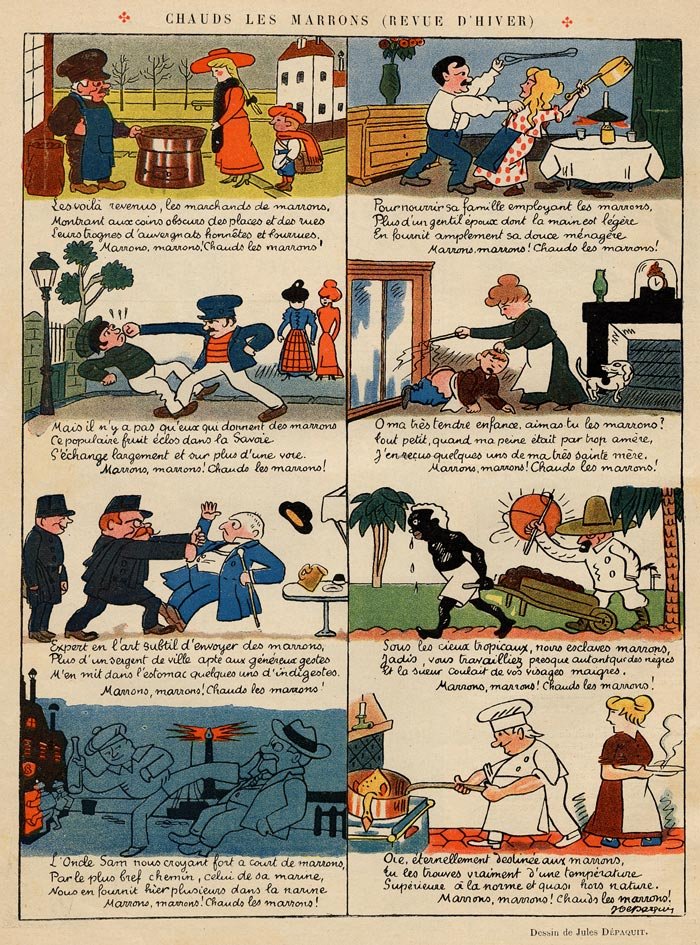
« Chauds les marrons (revue d'hiver) », bande dessinée pour Le Rire (1911).

Il collabore à de nombreux journaux satiriques dont Cocorico (1899-1901), Le Journal de Paris, Le Rire (à partir de 1899), Le Bon Vivant (1903-1906), puis La Baïonnette (1916-1917). Il entre en 1916 au Canard enchaîné comme dessinateur. L'itinéraire de Depaquit est typique d'une évolution qui conduisait des journaux d'humour ou d'échos aux journaux politiques sans négliger la collaboration à « la grande presse d'information ». Il illustra, à la demande de Lucien Vogel, Matorel en Province de Max Jacob.

## La Commune libre de Montmartre

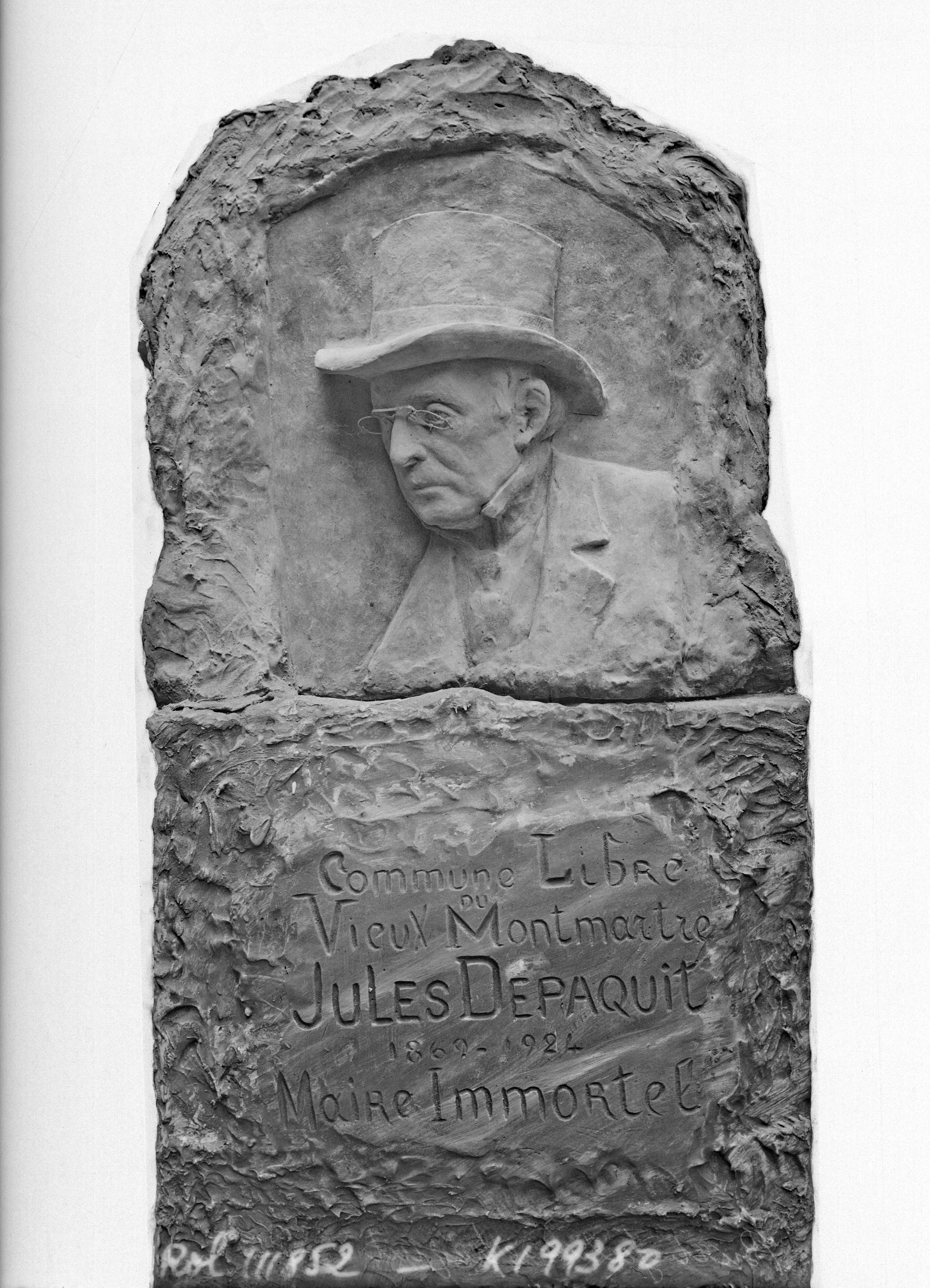
Monument à Depaquit par le sculpteur Narbonne, inauguré le 8 août 1926 sur la place du Tertre à Paris, œuvre disparue. Photographie de l'agence Rol.

Élu avec sa liste antigrattecieliste, il est le premier maire de la Commune libre de Montmartre fondée le 11 avril 1920, avec le journaliste Pierre Labric, le poète beauceron Maurice Hallé et Raoul Guérin, à la suite d’une réunion tenue dans la salle dite « réservée » du Lapin Agile. Depaquit, vêtu d’une redingote serrée à la taille, d’une écharpe rouge et verte, le chef surmonté d’un chapeau haut de forme et les pieds chaussés de sabots, présidait avec la plus grande dignité les cérémonies organisées sur le territoire de la « Commune libre » : entre autres, la Corrida de la Vache Enragée, organe officiel de la Commune, le Critérium des Vieux Jetons, et la Foire aux Croûtes, inaugurée le 17 avril 1921. Cette foire était plus qu’un canular : elle permit à de nombreux et parfois excellents artistes d’exposer. 
Depaquit meurt à Balan, le 11 juillet 1924, dans la maison familiale, après avoir été opéré d’une adénite cervicale, et fut enterré le 14 juillet. Le maire successeur élu de Montmartre est Roger Toziny.

## Ouvrages illustrés par Depaquit
- Jacques Ferny, Chansons immobiles, dites par l'auteur au Chat noir, au Chien noir, aux soirées de la Plume, etc., etc., Paris, Éditions E. Fromont, 1896.
- Le secret du cacatoès, Paris, Éditions Félix Juven, 1898.
- Vincent Hyspa, Chansons d’Humour, Paris, Enoch et Cie éditeurs, 1903[5].
- Vincent Hyspa, L’Éponge en porcelaine : seize conférences fantaisistes, Paris, Éditions de La Sirène, 1921[6].
- Max Jacob, Matorel en province, Éditions L. Vogel, 1921.
- Jules Depaquit, Histoire de France pour les mômes, Paris, Éditions H. Jonquières, 1928. Réédition en 2017 par De Varly Éditions.

## Collections publiques
- Paris :
  - musée national d'Art moderne[7].
  - musée de Montmartre[8].
- Sedan, médiathèque municipale[9].